# Estadio Municipal de Chapín
Das Estadio Municipal de Chapín ist ein Fußballstadion mit Leichtathletikanlage in der südspanischen Stadt Jerez de la Frontera, Autonome Gemeinschaft Andalusien. Es dient dem Fußballverein Deportivo Xerez als Heimstätte.

## Geschichte
Das Estadio Municipal de Chapín wurde 1988, mit damals 20.500 Plätzen, als Mehrzweckstadion erbaut. Eröffnet wurde es am 24. August 1988 mit einem Freundschaftsspiel zwischen dem Heimklub Deportivo Xerez und Real Madrid. Die Wettkampfstätte kann für unterschiedliche Sportveranstaltungen sowie Konzerte genutzt werden. 2002 wurde das Stadion, im Zuge der Austragung der Weltreiterspiele 2002. renoviert und ausgebaut. Seitdem fasst es 22.000 Zuschauer.